# Орлов, Владимир Александрович
Владимир Александрович Орлов (1852 — не ранее 1910) — генерал от инфантерии, начальник Тифлисского пехотного юнкерского училища, начальник 43-й пехотной дивизии.

## Биография
Родился 10 июня 1852 года. В семье Александра Алексеевича Орлова и Анны Никифоровны (ур. Манцевой). Образование получил во 2-й Московской военной гимназии. 10 августа 1868 года поступил в 3-е военное Александровское училище, из которого выпущен 21 июля 1870 года портупей-юнкером. Затем Орлов продолжил образование в Михайловском артиллерийском училище, по окончании которого 11 августа 1871 года был произведён подпоручики и назначен в 13-ю артиллерийскую бригаду, 31 октября того же года получил чин поручика.
Произведённый 29 декабря 1873 года в штабс-капитаны, Орлов около года командовал в бригаде батареей, а в 1876 году сдал вступительные экзамены в Николаевскую академию Генерального штаба и 26 декабря 1877 года за отличные успехи в науказ был произведён в капитаны. Из академии он был выпущен в начале 1878 года по 1-му разряду, однако в связи с русско-турецкой войной весь этот курс был выпущен по ускоренному порядку без решения последних экзаменационных задач. Сразу после выпуска Орлов был направлен на Дунайский театр военных действий и принял участие в завершающих боях этой войны. С 22 мая 1878 года Орлов состоял старшим адъютантом штаба 26-й пехотной дивизии.
По возвращении в Россию Орлов 16 сентября 1879 года был назначен состоять для особых поручений при штабе Виленского военного округа, причём с 17 августа 1882 года был заведующим передвижением войск по железным дорогам и водным путям в Виленском военном округе.
8 апреля 1884 года Орлов был произведён в полковники и 24 октября того же года назначен штаб-офицером для особых поручений при штабе 11-го армейского корпуса. 7 мая 1885 года переведён на такую же должность в штаб Киевского военного округа и 14 августа был назначен старшим адъютантом этого штаба.
1 марта 1888 года Орлов занял должность начальника штаба 19-й пехотной дивизии. 7 января 1890 года возглавил Тифлисское пехотное юнкерское училище. С 12 сентября 1892 года был штаб-офицером для особых поручений при штабе Кавказского армейского коруса, с 25 июня 1894 года был начальником штаба 12-й пехотной дивизии и 20 января 1895 года получил в командование 161-й пехотный Александропольский полк.
Произведённый 3 апреля 1897 года в генерал-майоры Орлов был назначен окружным дежурным генералом штаба Виленского военного округа и 28 апреля 1903 года получил в командование 43-ю пехотную дивизию. 28 марта 1904 года произведён в генерал-лейтенанты.
15 мая 1910 года Орлов был произведён в генералы от инфантерии и уволен в отставку с пенсией и правом ношения мундира. Дальнейшая его судьба не выяснена.
Среди прочих наград Орлов имел ордена:
- Орден Святого Станислава 3-й степени (1873 год)
- Орден Святой Анны 3-й степени (1882 год)
- Орден Святого Владимира 4-й степени (1887 год)
- Орден Святого Станислава 2-й степени (1891 год)
- Орден Святой Анны 2-й степени (1894 год)
- Орден Святого Владимира 3-й степени (1896 год)
- Орден Святого Станислава 1-й степени (1904 год)
- Орден Святой Анны 1-й степени (1907 год)